# Okanoganita-(Y)
L'okanoganita-(Y) és un mineral de la classe dels silicats, que pertany al grup de la vicanita. Rep el seu nom de la seva localitat tipus, que es troba al comtat d'Okanogan, a l'estat de Washington, als Estats Units.

## Característiques
L'okanoganita-(Y) és un silicat de fórmula química (Y,REE,Ca,Na,Th)16(Fe3+,Ti)(Si,B,P)10(O,OH)38F10.
Segons la classificació de Nickel-Strunz, l'okanoganita-(Y) pertany a «09.AJ: Estructures de nesosilicats (tetraedres aïllats), amb triangles de BO₃ i/o B[4], tetraèdres de Be[4], compartint vèrtex amb SiO₄» juntament amb els següents minerals: grandidierita, ominelita, dumortierita, holtita, magnesiodumortierita, garrelsita, bakerita, datolita, gadolinita-(Ce), gadolinita-(Y), hingganita-(Ce), hingganita-(Y), hingganita-(Yb), homilita, melanocerita-(Ce), minasgeraisita-(Y), calcibeborosilita-(Y), stillwellita-(Ce), cappelenita-(Y), vicanita-(Ce), hundholmenita-(Y), prosxenkoïta-(Y) i jadarita.

## Formació i jaciments
Va ser descoberta a Washington Pass, a Golden Horn Batholith, al comtat d'Okanogan, Washington, Estats Units. També ha estat descrita al volcà Água de Pau, situat a l'illa de São Miguel, a les Açores (Portugal). També ha estat ubicada, erròniament, al comtat de Nordland, a Noruega.